# De ijssfinx
De ijssfinx (Franse titel Le Sphinx des glaces) is een boek van de Franse auteur Jules Verne. Het boek werd uitgegeven in 1897. In sommige Nederlandse vertalingen is het boek in twee delen uitgegeven onder de titels Het verlaten land (deel 1) en De ijssfinx (deel 2). Het boek is een vervolg op een roman  De fantastische reis van Arthur Gordon Pym van Edgar Allan Poe uit 1838. 
Het boek begint op de Kerguelen-eilanden, daarnaast worden Tristan da Cunha, de Falklandeilanden en Antarctica bezocht. Noch Poe noch Verne hadden de afgelegen Kerguelen-eilanden, gelegen in het zuidelijke deel van de Indische Oceaan, daadwerkelijk bezocht, maar hun werken behoren tot de weinige literaire verwijzingen naar de archipel.

## Deel 1
Het verhaal speelt zich af in 1839. De verteller is een Amerikaanse wetenschapper Jeorling op de Kerguelen-eilanden en op zoek naar een overtocht terug naar de Verenigde Staten. De Halbrane is een van de eerste schepen die in Kerguelen aankomt, en de kapitein, Len Guy, stemt enigszins schoorvoetend in om Jeorling als passagier mee te nemen tot Tristan da Cunha.
Onderweg komen ze een verdwaalde ijsberg tegen met een lichaam erop, dat een zeeman van de Jane blijkt te zijn, een schip dat 11 jaar eerder een expeditie heeft ondernomen naar Antarctica. Uit het dagboek blijkt dat er meerdere overlevenden zijn.
De kapitein van de Jane, William Guy blijkt een broer te zijn van de kapitein van de Halbrane. Deze besluit om de bemanning van de Jane te redden. Nadat hij proviand heeft ingenomen op Tristan da Cunha en de Falklands, gaan ze naar het zuiden met Jeorling nog steeds aan boord. Ze nemen vanaf de Falklands ook een andere zeeman mee, genaamd Hunt, die graag mee wil doen aan de zoektocht om onbekende redenen.
Het buitengewoon milde weer zorgt ervoor dat de Halbrane goed opschiet en ze breken de pakijsbarrière, die een ijsvrije Antarctische oceaan omringt, vroeg in de zomer. Ze vinden eerst Bennets Island, waar Jane een tussenstop had gemaakt, en ten slotte Tsalal. Maar het eiland is volledig verwoest, blijkbaar door een recente enorme aardbeving, en verlaten. Ze vinden de overblijfselen van Tsalals inboorlingen, die blijkbaar lang voor de aardbeving zijn gestorven, en de halsband van Pym's hond, Tiger, maar geen spoor van Jane.

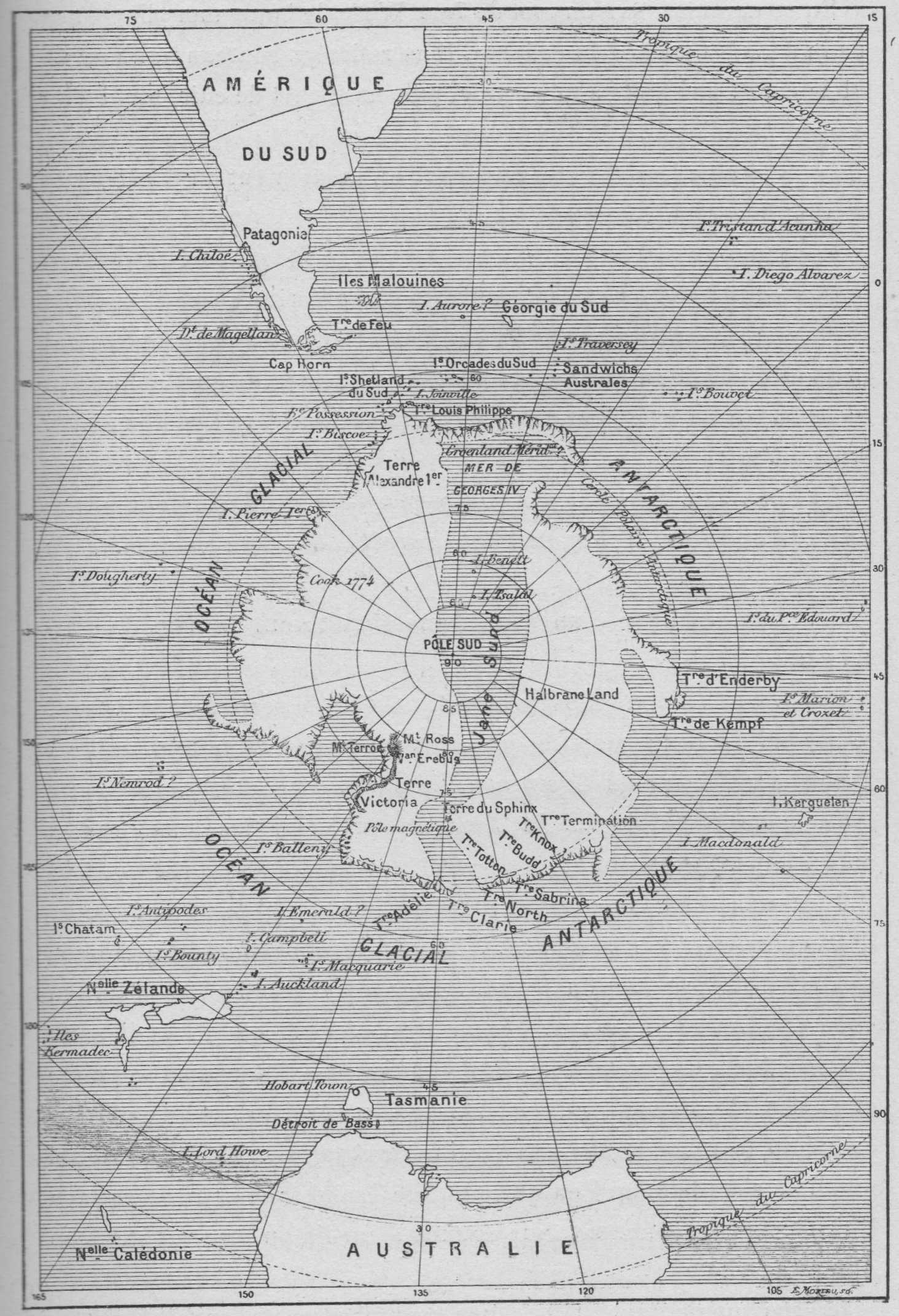
Een kaart van Antarctica volgens het boek van Verne. In zijn tijd was het Zuidpoolgebied nog niet geheel bekend en hij tekende een doorgang (Janesund) dwars door het continent).

## Deel 2
Op dit punt blijkt Hunt een opvarende van de Jane te zijn, met de naam Dirk Peters. Tijdens hun reis ten zuiden van Tsalal raakten hij en Pym van elkaar gescheiden en alleen Peters kwam veilig terug in de Verenigde Staten.
Guy en Peters besluiten verder naar het zuiden te varen, tot grote ergernis van een deel van de bemanning, onder leiding van matroos Hearne. Zij vinden dat ze de reddingspoging moeten staken en vóór de winter naar huis moeten gaan.
Ze komen voorbij het zuidelijkste punt wat tot dan toe is bereikt (door James Weddell in 1823). Niet veel later wordt Halbrane door het kantelen van een ijsberg opgetild en raakt hierop vast. Hearne en zijn makkers stelen de laatste overgebleven boot en proberen op eigen kracht de open zee te bereiken, wat de situatie nog grimmiger maakt voor degenen die achterblijven en nu geconfronteerd worden met het vooruitzicht om te overwinteren in Antarctica.
Ze hebben echter geluk, want kort daarna zien ze een kleine boot voorbij drijven. Peters is de eerste die reageert, hij zwemt naar de boot en maakt hem vast. Maar Peters vindt meer: in de boot zitten kapitein William Guy en de drie overlevende zeelui van zijn bemanning, half bewusteloos en bijna dood door verhongering. Peters brengt ze aan land en de mannen van Halbrane verzorgen ze weer tot leven.
De gecombineerde bemanningen van Halbrane en Jane besluiten om te proberen het noorden te bereiken in hun nieuw verworven boot. Ze maken goede vorderingen, totdat ze de verschijning van sterke magnetische krachten opmerken. Ze vinden de bron ervan, de ijssfinx: een enorme berg in de vorm van een sfinx, magnetisch geladen door de deeltjesstromen die door het magnetische veld van de aarde op de polen worden gefocust (magnetische zuidpool).
Hier vinden ze de overblijfselen van Hearne's team, dat in de problemen kwam toen de immense magnetische krachten van de sfinx hun ijzeren gereedschappen en bootonderdelen aantrokken en ze op de rotsen kapot sloegen. De boot van Joerling en de anderen ontsnapte alleen aan de vernietiging omdat deze, gebouwd door de inboorlingen, geen ijzeren onderdelen bevatte.
Aan de voet van de berg vinden ze ook het lichaam van Pym, die op dezelfde manier aan zijn einde kwam. Peters sterft van verdriet op dezelfde plek. De anderen stappen weer in hun boot en bereiken uiteindelijk de open oceaan en worden gered door een Amerikaanse walvisvaarder.

## Galerij

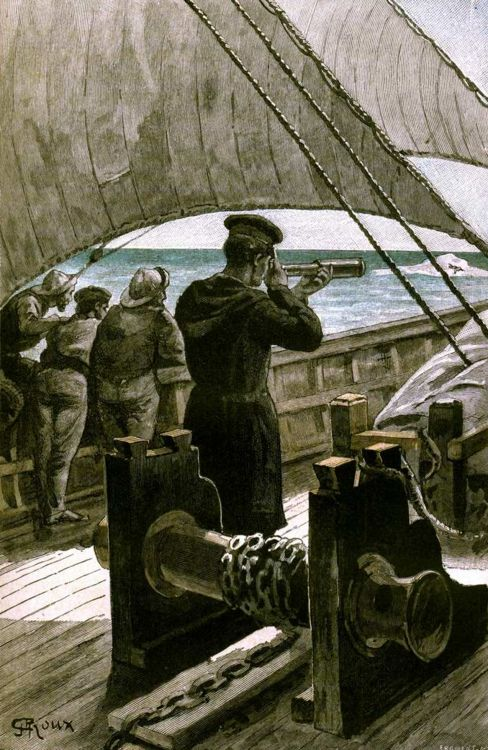
Aan boord van de Halbrane
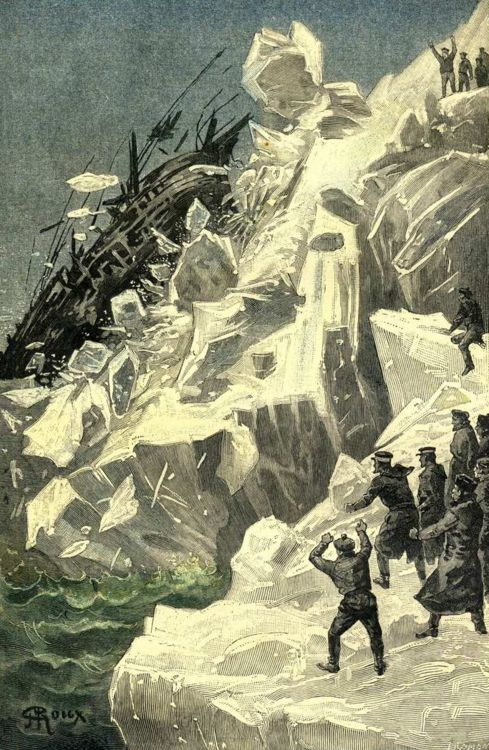
Het wrak op de ijsberg
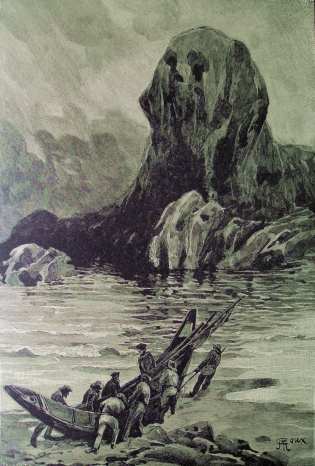
De berg in de vorm van de sfinx